# Атакайи, Серж
Серж Атакайи (фин. Serge Atakayi; родился 30 января 1999 года, Киншаса, ДР Конго) — финский футболист конголезского происхождения, нападающий клуба «СИК».

## Клубная карьера
Атакайи — воспитанник клуба «Яро». 29 апреля 2015 года в матче против «Ильвеса» он дебютировал в Вейккауслиге, в возрасте 16 лет. 17 мая в поединке против ХИФК Серж забил свой первый гол за «Яро». В 2016 году интерес к Атакайи проявляли английские «Лестер Сити» и «Фулхэм», но Серж подписал трёхлетний контракт с шотландским «Рейнджерс». Для получения игровой практики он начал выступать за молодёжную команду. В 2018 году Серж продлил соглашение до 2020 года.